# Kohgiluje és Bujer Ahmad tartomány

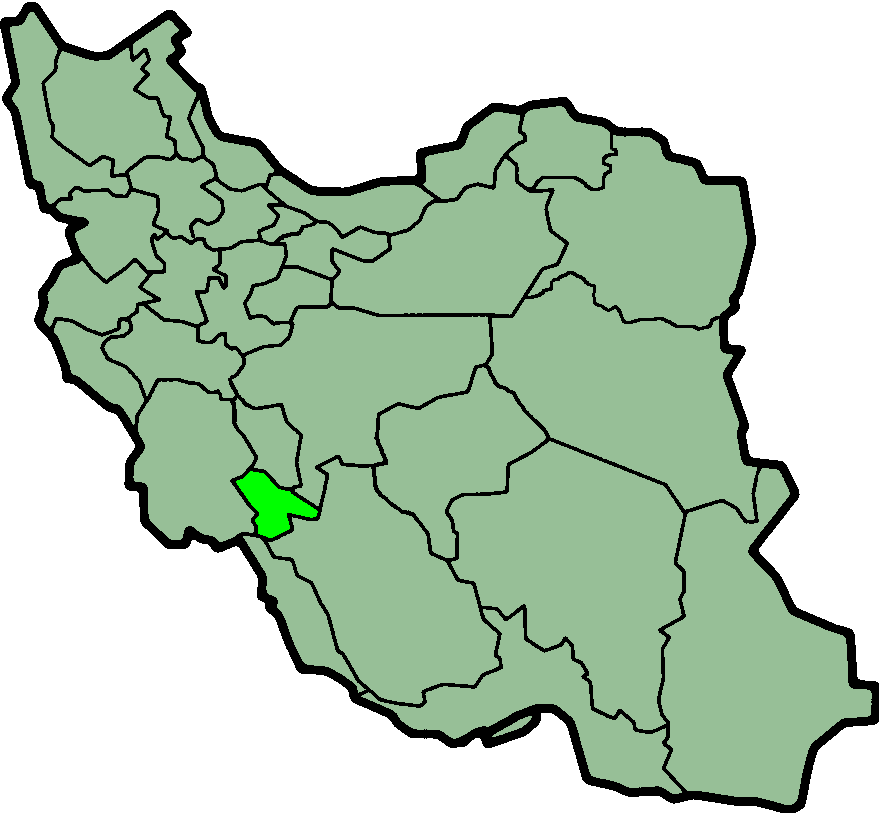
Kohgiluje és Bujer Ahmad tartomány elhelyezkedése Iránban

Kohgiluje és Bujer Ahmad tartomány (perzsául استان کهگیلویه و بویراحمد [Ostân-e Kohgiluye o Buyer Aḥmad]) Irán 31 tartományának egyike az ország délnyugati részén. Északon Csahármahál és Bahtijári, északkeleten Iszfahán, délkeleten Fársz, délen Busehr, nyugaton pedig Huzesztán tartomány határolja. Székhelye Jászudzs városa. Területe 15 504 km², lakossága 321 428 fő.

## Közigazgatási beosztás
Kohgiluje és Bujer Ahmad tartomány 2011 novemberi állás szerint 9 megyére (sahrasztán) oszlik. Ezek: Bahmai, Bást, Bujer Ahmad, Csorám, Daná, Gacsszárán, Kohgiluje, Lande és Márgoun.

## Fordítás
- Ez a szócikk részben vagy egészben  a(z)   استان‌های ایران című perzsa Wikipédia-szócikk ezen változatának fordításán alapul.  Az eredeti cikk szerkesztőit annak laptörténete sorolja fel. Ez a jelzés csupán a megfogalmazás eredetét és a szerzői jogokat jelzi, nem szolgál a cikkben szereplő információk forrásmegjelöléseként.